# دارين واتسون
دارين واتسون (بالإنجليزية: Darren Watson)‏ هو موسيقي نيوزلندي، ولد في 1966.

## وصلات خارجية
- الموقع الرسمي
- دارين واتسون على موقع ميوزك برينز (الإنجليزية)
- دارين واتسون على موقع ميوزك برينز (الإنجليزية)
- دارين واتسون على موقع ديسكوغز (الإنجليزية)